# Zbiór domknięty
Zbiór domknięty – w topologii, podzbiór przestrzeni topologicznej, którego dopełnienie jest zbiorem otwartym. W przestrzeniach topologicznych mogą istnieć podzbiory, które nie są ani domknięte ani otwarte. Na przykład, zbiór liczb wymiernych jako podzbiór zbioru liczb rzeczywistych (ze standardową topologią) nie jest ani otwarty ani domknięty.

## Przykłady
- Na prostej z metryką euklidesową przykładami zbiorów domkniętych są:
  - przedziały domknięte,
  - zbiory jednoelementowe,
  - zbiory skończone,
  - zbiór Cantora.
- W dowolnej przestrzeni topologicznej zbiorami domkniętymi są zbiór pusty oraz cała przestrzeń, przy czym
  - w przestrzeni antydyskretnej są to jedyne zbiory domknięte,
  - w przestrzeni dyskretnej każdy inny podzbiór także jest zbiorem domkniętym.

## Własności
- Skończona suma zbiorów domkniętych jest zbiorem domkniętym
- Dowolny iloczyn zbiorów domkniętych jest zbiorem domkniętym
- W przestrzeni metrycznej zbiór {\displaystyle D} jest domknięty wtedy i tylko wtedy, gdy dla dowolnego ciągu zbieżnego elementów z {\displaystyle D} jego granica również należy do {\displaystyle D.}
- W przestrzeni euklidesowej jeżeli zbiór domknięty jest dodatkowo ograniczony, to jest zwarty.